# 육개장 (농심)
농심 육개장은 농심에서 생산 판매하는 라면이다. 1982년 11월 17일에 정식으로 출시되어 사발면과 큰사발면으로 용량에 따라 두 가지 포장형태로 나뉘어 있었다가, 2014년 5월부터 봉지면이 출시하여 현재 세 가지로 나뉘어 있다.

## 갤러리

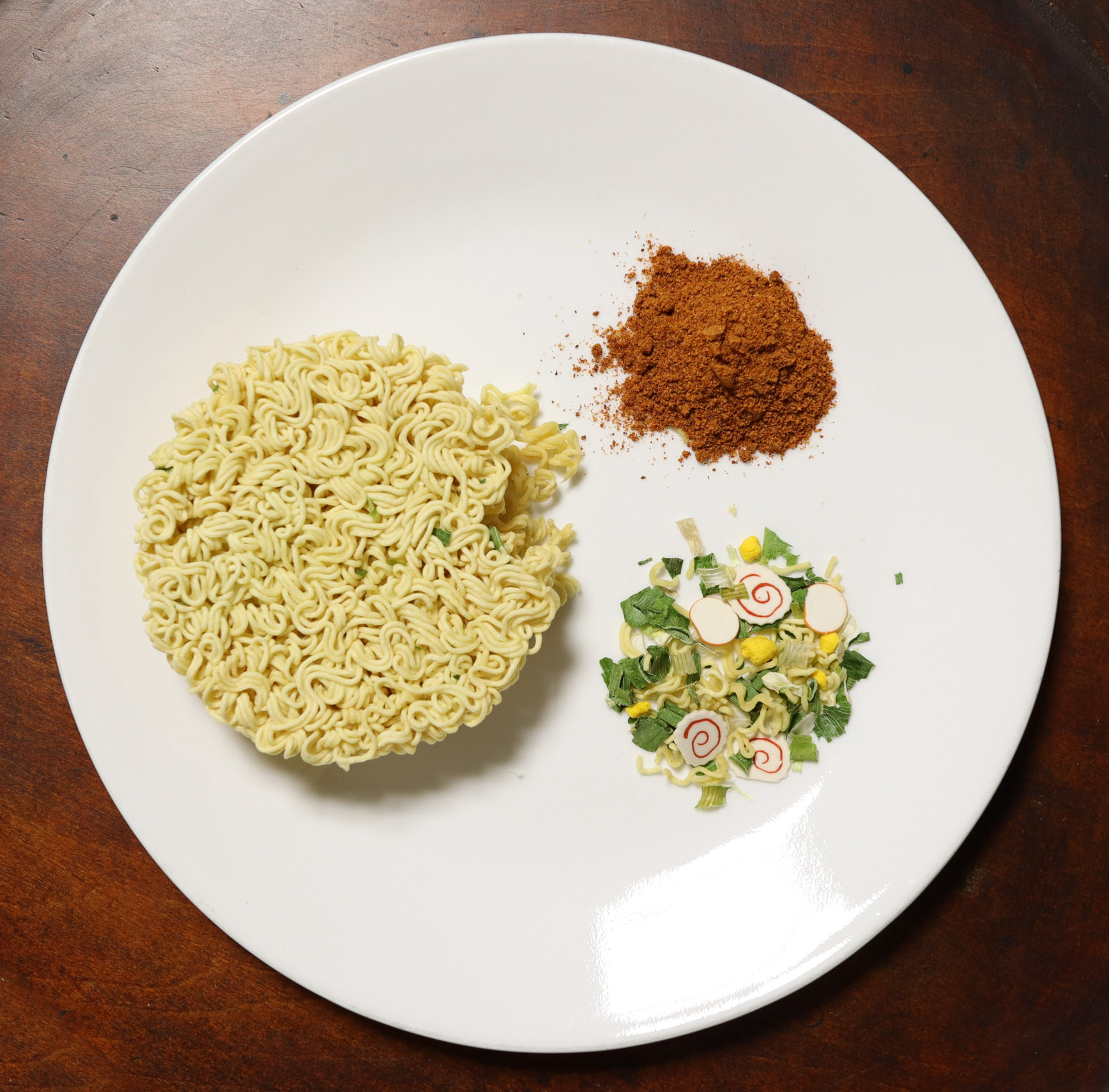
농심 육개장 사발면 재료
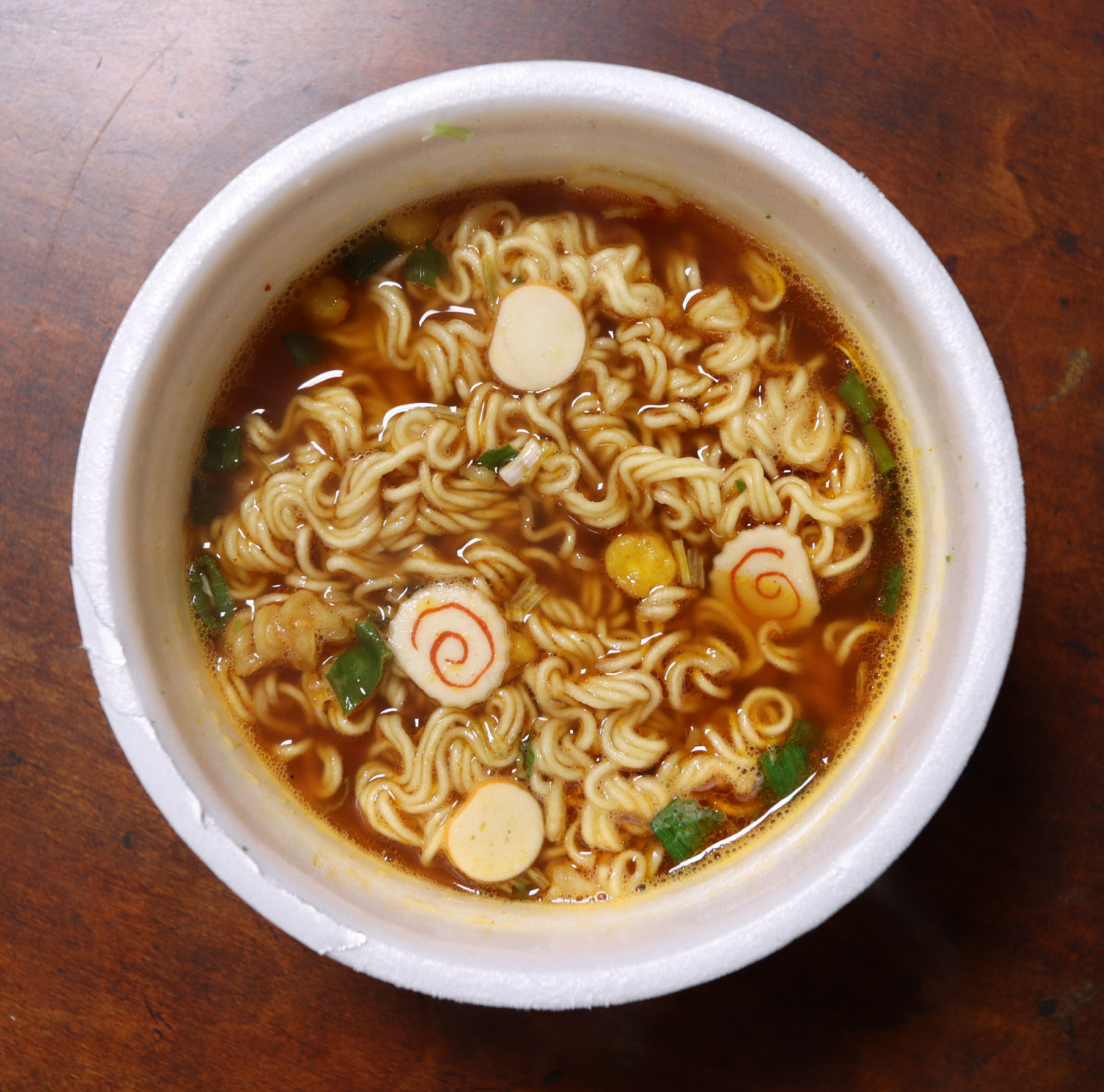
농심 육개장 사발면

## 경쟁사 제품
- 삼양 육개장
- 오뚜기 육개장
- 노브랜드 육개장